# بروتوكول الربط بين نقطتين
بروتوكول الربط بين نقطتين أو بروتوكول وصل نقطة بنقطة (بالإنجليزية: Point to Point Protocol)‏ (الاختصار الأوائلي: PTPP) ويعني بروتوكول النقطة إلى النقطة وهو وسيلة فعالة تسمح لحاسوب بعيد بالاتصال بالشبكة. يوجد هذا البروتوكول في طبقة الربط في حزمة بروتوكولات الإنترنت (TCP/IP).
الشبكات الفيزيائية التي يستخدمها هذا البروتوكول قد تكون تسلسلية، خطوط الهاتف، شبكات الهاتف الخليوي والألياف الضوئية. ويؤمن هذا البروتوكول توثيق الاتصال، التعمية، كشف الأخطاء، الضغط والعديد من الإمكانيات الأخرى.
بروتوكول PPP يعتبر حزمة بروتوكولات لأنه يتألف من عدة بروتوكولات جزئية.

## تاريخ بروتوكول (PTPP)
لقد عانى بروتوكول الإنترنت تسلسلي الخط (SLIP) من شدة بساطته وقلة الميزات التي يؤمنها، لذلك جاء بروتوكول PPP ليؤمن ميزات أكثر ولكنه عانى من مشكلة أخرى وهي التعقيد.
يعود تاريخ هذا البروتوكول إلى ثمانينات القرن الماضي 1980.
يوصف الـ [ RFC 2516] بروتوكول PPP عبر الإيثرنت (PPPOE) وهي طريقة استخدام بروتوكول PPP عبر الإيثرنت (Ethernet) ونجدها مستخدمة في تقنية خط المشترك الرقمي. كما يوصف بروتوكول PPP عبر ATM.

## البروتوكولات التي يحتويها (PTPP)
- بروتوكول التحكم بالربط (Link Control Protocol LCP)

من الممكن اعتبار بروتوكول PPP مجموعة من الروابط، وبروتوكول LCP هو المتحكم بهذه الروابط، لذلك يعتبر بروتوكول LCP أهم بروتوكول في PPP.
إذا قسمنا حياة رابط الـ LCP إلى ثلاثة مراحل:
-إعداد الرابط: إعداد عوامل الربط عند تأسيس الاتصال.
-صيانة الرابط: إدارة الرابط طالما الاتصال موجود.
-إنهاء الرابط: إغلاق الرابط عندما تنتهي الحاجة إليه أو عندما يتم إغلاق الاتصال في الطبقة الفيزيائية.
- برتوكولات التحكم بالشبكة Network Control Protocols

بما أن البروتوكول PPP يستطيع نقل المعطيات (Data) من أنواع مختلفة من البروتوكولات في طبقة الشبكة فهذا يتطلب منه أن يعرف خواص كل منها. وهذا ما يقوم به بروتوكول التحكم بالشبكة.
يقوم البرتوكول LCP بعمليات الإعداد الأساسية وبعد التوثيق يتم تطبيق بروتوكول التحكم بالشبكة وهو محدد لكل بروتوكول من بروتوكولات طبقة الشبكة.
يعمل البروتوكول NCP كنسخة مصغرة عن البروتوكول LCP إلا أنه يتعامل فقط مع بروتوكول الشبكة الخاص به ولا يتعامل مع كامل رابط الـLCP
و إذا أعدنا تقسيم حياة رابط الـ NCP إلى ثلاثة مراحل:
-إعداد الرابط: إعداد عوامل الربط عند كل بروتوكول شبكة.
-صيانة الرابط
-إنهاء الرابط: إغلاق رابط الـ NCP لا يعني إغلاق رابط الـ LCP.
مثال عن بروتوكول التحكم بالشبكة هو بروتوكول التحكم ببروتوكول الإنترنت(Internet Protocol Control Protocol (IPCP
- بروتوكولات التوثيق Authentication Protocols

بروتوكولات التوثيق تضمن اتصال مجموعة معينة من الأجهزة، وهي اختيارية حيث تأتي بعد مرحلة الـ LCP فيتفاوض الجهازان استخدام بروتوكول التوثيق، وفي حال الموافقة وبعد إعداد رابط الـLCP ترسل عدة رسالات توثيق للتحقق من هوية الجهاز المنشأ للرابط. وفي حال كان التوثيق ناجحاً تستمر إعدادت الربط.
حزمة الـ PPP توفر بروتوكولين للتوثيق: بروتوكول توثيق كلمة المرور (PAP) وبروتوكول توثيق تحدي المصافحة CHAP
بروتوكول توثيق كلمة المرور (PAP):
يتألف هذا البروتوكول من عمليتين أساسيتين:
- طلب التوثيق: Authentication Request يرسل الجهاز المُنشِأ للاتصال طلب توثيف فيه اسم مستخدم وكلمة مرور
- رد التوثيق :Authentication Reply يحدد الجهاز الآخر فيما إذا كان سيقبل الجهاز الأول اعتمادا على اسم المستخدم وكلمة المرور.
بروتوكول توثيق تحدي المصافحة CHAP:
الفرق الرئيسي بينبروتوكول توثيق كلمة المرور (PAP) وبروتوكول توثيق تحدي المصافحة (CHAP) هو أن CHAP لا يُرسل كلمة المرور.و إنما يقوم الجهازين بتطبيق عملية حسابية على كلمة المرور ومن ثم التأكد من نتيجة هذه العملية للتحقق من مطابقة كلمة المرور.
تتشكل وصلة LCP بين المُنشِأ للرابط والمُوثّق، وتكون عمليات المصافحة كما يلي:
- التحدي : يقوم الجهاز المُوثّق (و قد يسمى المخدم) بتوليد إطار ويرسله إلى المنشأ للرابط، يحوي الإطار رسالة نصية تسمى رسالة تحدي، ليس للرسالة أي معنى في حال استقبلها جهاز آخر فالغاية منها هي أن يملك كل من الجهازين رسالة تحدي واحدة.
- الرد : المُنشِأ يستخدم كلمة المرور الخاصة به لتشفير رسالة التحدي ثم يقوم بإرسال الرسالة المشفرة إلى المُوثِّق
- النجاح أو الفشل : بقوم المُوثّق بنفس عملية التشفير على رسالة التحدي الموجودة عنده ويقارن النتيجة مع الرسالة المشفرة التي استقبلها من الجهاز الآخر، ففي حال المطابقة يعرف تعلن حالة النجاح والعكس بالعكس.
- بروتوكولات الميزات Features Protocols

- بروتوكول مراقبة جودة الرابط(Link Quality Monitoring/Reporting (LQM/LQR
- بروتوكول التحكم بالضغط Compression Control Protocol CCP
- بروتوكول التحكم بالتشفير Encryption Control Protocol ECP
- بروتوكول تعدد الروابط Multilink Protocol MP/MLP/MLPPP
- بروتوكول توزيع عرض الحزمة Bandwidth Allocation Protocol BAP وبروتوكول التحكم بتوزيع عرض الحزمة Bandwidth Allocation Control
Protocol BACP